# Paroligembia angolica
Paroligembia angolica är en insektsart som beskrevs av Ross 1952. Paroligembia angolica ingår i släktet Paroligembia och familjen Teratembiidae. Inga underarter finns listade i Catalogue of Life.